# Bandera de San Luis
La bandera de la provincia argentina de San Luis, en Argentina, consiste en un fondo blanco sobre el actual escudo de dicha provincia. Fue adoptada como tal el 22 de junio de 1988 bajo la Ley Provincial 4810 de San Luis.

## Adopción
La Ley Provincial 4810 de San Luis establece:

- Art. 1.- Crear la bandera de la provincia de San Luis que será de color blanco y contendrá en su centro el escudo provincial con los elementos constitutivos de éste según la Ley 1640/39 y Decreto reglamentario 800 G y E SEG 78.

- Art. 2.- Autorizar al poder ejecutivo a reglamentar esta ley y a ordenar la confección artística del símbolo y la reproducción de mil ejemplares para su distribución.

- Art. 3.- Regístrese, comuníquese al poder ejecutivo de acuerdo a los artículos 132 y 133 de la Constitución provincial.

## Juramento
En 2011, la Cámara de Senadores local sancionó una ley por la cual los alumnos de cuarto grado de todas las escuelas de la provincia deben hacer un juramento de lealtad a la bandera provincial, tal como se hace con la bandera nacional, aunque el 25 de agosto.